# Кельмеское апилинкское староство
Кельмеское апилинкское староство (лит. Kelmės apylinkių seniūnija) — одно из 11 староств Кельмеского района, Шяуляйского уезда Литвы. Административный центр — деревня Наудварис.

## География
Расположено в центрально-западной части Литвы, на Жемайтской водораздельной гряде Жемайтской возвышенности, в центральной части Кельмеского района.
Граничит с Шаукенайским староством на севере, Кукячяйским и Кельмеским — на востоке, Лёляйским — на юго-востоке, Пакражантским — на юге, а также Кражяйским и Вайгувским — на западе.

## Население
Кельмеское апилинкское староство включает в себя 72 деревени и 13 хуторов.